# 民主旋風
民主旋風（みんしゅせんぷう）とは、1998年に民主党が野党第一党になって以降、長期与党の自由民主党に対する不信感などを理由にしばしば発生していた民主党優位の世論の結果、民主党が勝利した選挙結果を表す言葉。

## 選挙

### 1998年参議院選挙
1997年4月の消費税5%を争点に掲げて自民党の参議院過半数割れに成功。ねじれ国会に持ち込んだ。

### 2007年参議院選挙
2007年4月に発覚した年金記録問題を争点に、「生活が第一」というスローガンを掲げて、参議院一人区で23勝6敗で圧勝し、石川県選挙区や佐賀県選挙区、鳥取県選挙区、徳島県選挙区、香川県選挙区、愛媛県選挙区、熊本県選挙区などの保守王国でも圧勝。複数人区や比例区でも圧倒的優位で票を獲得して議席を得た。
自民党・公明党を合わせた議席を比較しても参議院で第1党となり、与党参議院過半数割れに成功。ねじれ国会に持ち込んだ。

### 2009年地方選挙
代表の小沢一郎が西松建設事件で退いて、鳩山由紀夫が代表に就任して以降、与野党が対立した県知事選挙や政令指定都市の市長選挙で民主党系候補が与党候補に連勝する事件が次々に起こった。山形県知事選挙、さいたま市長選挙、名古屋市長選挙、千葉市長選挙、静岡県知事選挙などで連勝を続けた。特に、静岡県知事選挙は民主党の分裂選挙のなかで民主系候補が与党系候補に勝利をしたため、民主党優位と自民党劣勢をより強く印象付けた。
7月の東京都議会議員選挙では1人区で6勝1敗になったのを初め、複数区でも民主党が多く得票をして、民主党が圧勝した。

### 2009年衆議院選挙
地方選挙6連勝を受けて行った衆院選で、年金記録問題や道路特定財源制度などの政治課題を始め、1年で首相が投げ出し辞任をする自民党への批判を争点に掲げるなか、比例区では政党名の獲得票が2984万4799票と日本の選挙史上で過去最高を記録し、選挙区では大量の共産空白区による共産票吸収という与党批判票を集めて圧勝、「平成最大の祭り」ともいうべき熱狂の中政権交代が実現した。